# Ernst Articus

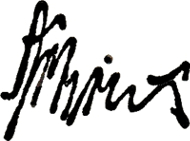
Unterschrift von Ernst Articus

Gustav Hermann Ernst Articus (* 16. Oktober 1876 in Berlin; † 25. Juli 1947 in Berlin-Dahlem) war ein deutscher Jurist und Ministerialbeamter. Von 1929 bis 1944 war er Präsident der Reichsschuldenverwaltung.

## Leben
Articus entstammt einer schlesischen evangelischen Humanistenfamilie. Er kam in Berlin als Sohn eines Kaufmanns und der Elisabeth geborene Krause zur Welt. Seine Schulbildung erhielt er am Königstädtischen Gymnasium in Berlin und am evangelischen Gymnasium in Liegnitz, an dem er zu Ostern 1896 das Abitur ablegte. Im Anschluss diente er im Rang eines Leutnants als Einjährig-Freiwilliger beim Schlesischen Grenadier-Regiment König Friedrich III. Nr. 11. Dann studierte er Rechtswissenschaft und Staatswissenschaft an den Universitäten Berlin und Breslau.
1899 wurde Articus Referendar. Nach einer ersten Verwendung ab 1904 als Gerichtsassessor wurde er 1905 Regierungsassessor in der preußischen landwirtschaftlichen Verwaltung. Am 9. Oktober 1905 heiratete er die Erna Witzmann, katholische Tochter des Geheimen Justizrats Julius Witzmann. Am 22. Oktober 1908 wurde die einzige Tochter Gerda geboren.
1911 wurde er Regierungsrat und Hilfsarbeiter im Preußischen Landwirtschaftsministerium und 1914 Direktor der gemeinnützigen Landesgesellschaft „Eigene Scholle“ für das brandenburgische Siedlungswesen in Frankfurt (Oder). Am 3. August 1914 zog er mit dem preußischen Reserve-Infanterie-Regiment Nr. 16 als Oberleutnant ins Feld und wurde schwer verwundet.
Nachdem Articus 1915 zum Geheimen Regierungsrat und Vortragenden Rat im Preußischen Landwirtschaftsministerium ernannt worden war, wurde er 1918 Präsident des preußischen Oberlandeskulturgerichts und 1920 schließlich Ministerialdirektor im preußischen Ministerium für Landwirtschaft, Domänen und Forsten und Leiter der Abteilung VI (Landeskultur-, Moor- und Wasserbauwesen, Fischerei- und Jagdsachen, Dünen und nichtstaatliches Forstwesen). In dieser Funktion war er zugleich bis 1929 der stellvertretende Bevollmächtigte des Landes Preußen beim Reichsrat. 1929 wurde Articus als Nachfolger von Carl Halle Präsident der Reichsschuldenverwaltung und der preußischen Staatsschuldenverwaltung. Er blieb bis 1944 im Amt.
Er war Mitglied der Deutschen Vereinigung für staatswissenschaftliche Fortbildung.
Articus starb im Juli 1947 im Alter von 70 Jahren und wurde auf dem Alten St.-Jacobi-Kirchhof in Berlin-Neukölln beigesetzt (Feld JEB-211).

## Auszeichnungen
- Eisernes Kreuz II. Klasse
- Verwundetenabzeichen in Schwarz

## Schriften
- 25 Jahre landwirtschaftliches Siedlungswesen
- Aufsätze im Archiv für innere Kolonisation
- Aufsätze in der Zeitschrift für Agrar- und Wasserrecht